# Duokro
Duokro est un village situé dans la région de Kokumbo, en Côte d'Ivoire, avec une histoire liée à l'ethnie Akoué et à la dynamique socio-économique de la région.

## Origines et Établissement

### Ancêtres et Fondation
Le village de Duokro est fondé par Kimou, ancêtre de la famille Boigny, qui s'est installé dans la région pour commercer avec les Gouro. Leur commerce était essentiellement celui de l'or, une ressource précieuse qui a attiré de nombreux autre groupes ethniques dans la région,.

### Rôle des Akoué
Les Akoué, ont joué un rôle majeur dans le peuplement et le développement dans cette région. Leur histoire est marquée par des interactions avec d'autres groupes comme les Gouro et les Faafoué, qui ont eux aussi migré vers cette zone à la recherche de ressources,.

## Histoire Coloniale

### Colonisation Française
Comme beaucoup d'autres villages de la région, Duokro a été affecté par l'arrivée des colons français à la fin du XIXe siècle. Toutefois, les Akoué ont résisté à l'administration coloniale, notamment lors de révoltes en 1909, ce qui a conduit à des changements dans la gestion territoriale par les autorités françaises.

### Transfert Administratif
Le développement administratif autour de Yamoussoukro (anciennement N'Gokro) a eu un impact sur Duokro. Yamoussoukro est devenu un centre administratif important après que Félix Houphouët-Boigny ait été nommé chef de village en 1939, ce qui a contribué à l'essor économique et politique de la région.

## Économie et Culture

### Agriculture et Commerce
Duokro, comme d'autres villages environnants, a une économie principalement axée sur l'agriculture. Le commerce local a été historiquement influencé par l'exploitation des ressources naturelles, notamment l'or. Cette dynamique commerciale a favorisé des échanges culturels riches entre les différentes communautés, .

### Identité Culturelle
Au niveau culturel, Duokro est profondément ancrée dans les traditions des Akoué, avec des pratiques sociales et rituelles qui reflètent leur histoire collective et la transmission orale joue un rôle clé dans le maintien de cette identité culturelle.